# Lepacka Struga
Lepacka Struga – struga, lewy dopływ Narwi o długości 18,73 km. Płynie w woj. podlaskim.